# Пери Комо
Пиерино Роналд „Пери“ Комо (на английски: Pierino Ronald „Perry“ Como, 18 май 1912 – 12 май 2001) е един от най-известните американски поп певци от средата на XX век, както и актьор и артист. Ексклузивният му договор със звукозаписната компания RCA Victor, подписан през 1943 г., продължава общо 44 години и го прави уникален в музикалната индустрия. Най-известните песни на Комо включват Catch a Falling Star, Magic Moments и Papa Loves Mambo.

## Биография

### Детство и юношество
Пери Комо е роден в Канонсбърг, Пенсилвания. Той е седмото дете от общо десет братя и сестри. И двамата му родители са родом от Палена, малък град в Абруцо, и емигрират в Съединените щати през 1910 г. Комо рано влиза в контакт с музиката. Баща му, който обича музиката, купува домашен орган, на който той се учи да свири. През следващите години Комо се научава да свири и на други музикални инструменти, но според собственото му изявление никога не е вземал уроци по пеене.
След като завършва гимназия, той напуска родния си град и се премества в Мийдвил, където ръководи фризьорския салон на чичо си.

### Личен живот
През юли 1933 г. Пери Комо се жени за Розел Белин, която е с две години по-млада от него и която той среща през 1929 г. Двойката има три деца: Рони, Дейвид и Тери. Комо вярва, че личният живот и кариерата трябва да бъдат разделени. Затова той предпазва семейството си от обществеността, доколкото е възможно, и не дава интервюта на лични теми.
Пери Комо се смята за запален играч на голф. В негова чест например има ежегоден турнир, наречен Perry Como Golf Tournament, който е организиран от негови колеги от развлекателната индустрия. Другото му хоби е риболов. Притежава собствена лодка, на която работи и по нови композиции. Комо купува ваканционен дом в Салуда, Северна Каролина през 1980 г., който той не позволява да бъде сниман, за да защити личния си живот. Основната резиденция на семейство Комо е в Юпитер, Флорида.
През 1971 г. Комо чупи коляното си при падане, докато записва годишното си зимно шоу, което произшествие, наред с други неща, води до осеммесечна пауза в кариерата му. През 1993 г. Комо развива рак на пикочния мехур, който е успешно е излекуван.

### Последни години и смърт
От средата на 90-те Комо постепенно се оттегля от общественото внимание. Последните му сценични изяви са през 1997 г., на 85-годишна възраст. Съпругата му почива през 1998 г. на 84-годишна възраст. Съпружеският им живот продължава 65 години.
Пери Комо почива на 12 май 2001 г., на 88-годишна възраст в имението си в Юпитер, шест дни преди 89-ия си рожден ден. През последните си години артистът показва симптоми на болестта на Алцхаймер. Това довежда до съдебен спор между децата му, които оспорват завещанието му година преди смъртта му.
Комо е погребан на 18 май 2001 г. (на 89-ия му рожден ден) при голямо обществено присъствие и 250 поканени гости след погребална служба в католическата църква Св. Едуард в Палм Бийч. Гробът му е на територията на мемориалния парк Ривърсайд, до този на съпругата му.

## Музикална кариера

### Певец в биг бендове
През 1932 г. Пери Комо напуска родния си град Канонсбърг за Мийдвил, където успява да се срещне с професионални музиканти за първи път. През 1933 г. се присъединява към групата на Фреди Карлоун в Охайо, три години по-късно преминава към оркестъра на Тед Уиймс и прави първите си записи. Първият му запис се казва You Can't Pull the Wool Over My Eyes и е издаден от Decca.

### Кариера в CBS и NBC
През 1942 г. Уиймс разпуска своя оркестър и Комо се премества в CBS, където пее няколко години без особен успех. Когато обмисля да се откаже от певческата си кариера, двама продуценти от NBC го наемат за шоуто Supper Club. Комо има първата си радиоизява на 12 март 1943 г. След това прави успешни изпълнения в театри и нощни клубове.
През 1945 г. започва успешната част от кариерата му като певец с поп баладата Till the End of Time. Пери Комо е първият певец, чиито десет записа са продадени в повече от милион копия всеки.
През 50-те години Пери Комо преживява върха на кариерата си. През 1954 г. достига номер едно в американските класации с Papa Loves Mambo. Неговият втори номер едно в американските класации последва през 1957 г. с Round and Round. Сингълът Magic Moments от 1958 г. достига само номер 27 в САЩ, но става хит номер едно в Обединеното кралство. Песента Catch a Falling Star, също издадена през 1958 г., достига златен статус в Съединените щати.

### По-късна кариера
През 1970 г., след дълга пауза, Пери Комо изнася концерт отново, който се провежда в хотел International в Лас Вегас. Това води до концертния албум Perry Como in Person at the International Hotel, Las Vegas, издаден през същата година. По-късните му успехи включват кавър версия от 1973 г. на Killing Me Softly with His Song.
Комо има участия на живо до дълбока старост, включително и извън Съединените щати. Освен другите, той изнася няколко концерта в Япония. Последният от тези концерти се състои на 8 март 1993 г. в зала NHK в Токио. Последния си коледен концерт Пери Комо изнася в Ирландия (януари 1994 г.).

## Кариера в телевизията и в киното

### Телевизия
Пери Комо дебютира в телевизията със своята партньорка Джо Стафорд на 24 декември 1948 г. в коледно специално предаване на радиошоуто The Chesterfield Supper Club, което има премиера по телевизията. Това е началото на изключително популярни рождественски телевизионни шоута на Комо, които са излъчвани в продължение на 46 години до 1994 г. Освен в Съединените щати, тези шоута също са популярни и в други страни, в частност, в Ирландия. Така последният от тези концерти е записан в Дъблин.
През 1957 г. Пери Комо прави собствено телевизионно шоу. Първоначално то се излъчва седмично до 1987 г., по-късно два пъти и след това веднъж месечно, записвано на много места по света; напр. в Англия, Италия, Австрия, Франция и различни места в САЩ. През 60-те години е неразделна част от ARD в събота следобед, първоначално на английски. Катерина Валенте е единственият немскоговорещ гост, веднъж участва и Ела Фицджералд.

### Филми
През 1943 г. Пери Комо подписва седемгодишен договор с 20th Century Fox. През следващите години той прави четири музикални филма за студиото: Something for the Boys (1944), March of Time (1945), Doll Face (1945) и If I'm Lucky (1946). През 1948 г. следва поддържаща роля в продуцирания от Metro-Goldwyn-Mayer музикален филм Words and Music.
През 1973 г. Комо си партнира с Джули Андрюс в телевизионния филм на ABC Julie on Sesame Street.

## Награди
Комо получава наградата Грами за 1959 г. за най-добро мъжко вокално изпълнение; получава и пет Еми от 1955 до 1959 г.; носител е на наградата Св. Христофор (1956) и споделя наградата Пибоди с добрия си приятел Джаки Глисън през 1956 г. Въведен е в Залата на славата на Американската телевизионна академия през 1990 г. и получава наградата на Център Кенеди през 1987 г. Посмъртно Комо получава наградата Грами за цялостен принос през 2002 г. Комо има три звезди на Холивудската алея на славата за своята дейност в радиото, телевизията и музиката.

## Частична дискография

### Дългосвирещи албуми (12″), лейбъл RCA Victor
| Дата на издаване | Название                                                      |
| ---------------- | ------------------------------------------------------------- |
| 1955             | So Smooth                                                     |
| 1956             | I Believe                                                     |
| 1956             | Relaxing with Perry Como                                      |
| 1956             | Perry Como Sings Hits from Broadway Shows                     |
| 1956             | A Sentimental Date with Perry Como                            |
| 1956             | Perry Como Sings Merry Christmas Music                        |
| 1957             | We Get Letters                                                |
| 1958             | Saturday Night With Mr. C                                     |
| 1958             | When You Come To The End Of The Day                           |
| 1958             | Como's Golden Records                                         |
| 1959             | Como Swings                                                   |
| 1959             | Season's Greetings From Perry Como                            |
| 1961             | For The Young At Heart                                        |
| 1961             | Sing to Me, Mr. C                                             |
| 1962             | By Request                                                    |
| 1962             | The Best Of Irving Berlin's Songs From Mr. President          |
| 1963             | Perry at His Best                                             |
| 1963             | The Songs I Love                                              |
| 1965             | The Scene Changes ~ Perry Goes to Nashville                   |
| 1966             | Lightly Latin                                                 |
| 1966             | Perry Como In Italy                                           |
| 1968             | The Perry Como Christmas Album                                |
| 1968             | Look to Your Heart                                            |
| 1969             | Seattle                                                       |
| 1970             | Perry Como In Person at the International Hotel, Las Vegas    |
| 1970             | This is Perry Como                                            |
| 1970             | It's Impossible                                               |
| 1973             | And I Love You So                                             |
| 1974             | Perry ~ The Way We Were                                       |
| 1975             | Just Out Of Reach                                             |
| 1976             | Perry Como: A Legendary Performer                             |
| 1977             | The Best Of British                                           |
| 1978             | Where You're Concerned                                        |
| 1980             | Perry Como ~ The Colors of My Life                            |
| 1981             | Perry Como: Live On Tour                                      |
| 1982             | I Wish It Could Be Christmas Forever                          |
| 1983             | So It Goes ~ Goodbye For Now                                  |
| 1987             | Perry Como Today ~ The Wind Beneath My Wings                  |
| 1993             | Yesterday & Today: A Celebration In Song (RCA Victor Box Set) |

### Други албуми
- 1953 – Perry Como Sings ~ Evergreens By Perry Como
- 1975 – The First Thirty Years
- 1975 – Perry Como – Superstar
- 1975 – Perry Como ~ Napoleon NLP-11090
- 1976 – This Is Perry Como ~ For The US Army Reserve
- 1979 – 1940 – 41 Broadcast Recordings (Ted Weems & His Orchestra Featuring Perry Como And Elmo Tanner)
- 1981 – Young Perry Como
- 1982 – Collector’s Items
- 1983 – Christmas With Perry Como
- 1984 – The Young Perry Como With Ted Weems & His Orchestra (1936 – 1941)
- 1984 – Perry Como ~ Book Of The Month Club Box Set
- 1984 – Crosby & Como ~ A Limited Collector’s Edition
- 1986 – The Best Of Times
- 1988 – Jukebox Baby
- 1995 – World Of Dreams ~ A Collection Of Rarities & Collectors Items
- 1995 – The Perry Como Shows: 1943 ~ Volume 1
- 1995 – The Perry Como Shows: 1943 ~ Volume 2
- 1995 – The Perry Como Shows: 1943 ~ Volume 3
- 1997 – Perry Como: V-Disc Armed Forces Program ~ A Musical Contribution By America’s Best For Our Armed Forces Overseas
- 1998 – The Long Lost Hits Of Perry Como
- 1998 – Perry-Go-Round
- 1999 – The Essential 60’s Singles Collection
- 1999 – Greatest Hits
- 1999 – I Want To Thank You Folks
- 1999 – Class Will Tell ~ Perry Como With Ted Weems & His Orchestra
- 1999 – Greatest Christmas Songs
- 2000 – The Very Best Of Perry Como (BMG)
- 2001 – Perry Como Sings Songs Of Faith & Inspiration (Buddha Records ~ Special Limited Edition – 2 CD Set)
- 2001 – A Perry Como Christmas
- 2001 – RCA: 100 Years Of Music ~ Perry Como With The Fontane Sisters (с The Fontane Sisters)
- 2006 – Juke Box Baby (Compilation)
- 2006 – One More Time ~ Perry Como & The Fontane Sisters (с The Fontane Sisters)